# Titanoeca zyuzini
Titanoeca zyuzini är en spindelart som beskrevs av Yuri M. Marusik 1995. Titanoeca zyuzini ingår i släktet Titanoeca och familjen stenspindlar. Inga underarter finns listade i Catalogue of Life.